# ولیمیر پراسوویچ
ولیمیر پراسوویچ (انگلیسی: Velimir Perasović؛ زادهٔ ۹ فوریهٔ ۱۹۶۵) بازیکن بسکتبال اهل جمهوری فدرال سوسیالیستی یوگسلاوی است.
از باشگاه‌هایی که در آن بازی کرده‌است می‌توان به باشگاه بسکتبال اسپلیت اشاره کرد.
وی در مسابقات کشوری و بین‌المللی در مجموع برندهٔ ۲ مدال طلا، ۳ مدال نقره، ۳ مدال برنز شده‌است.